# Serie A 2003-2004 (rugby a 15 femminile)
La Serie A 2003-04 fu il 13º campionato di rugby a 15 femminile di prima divisione organizzato dalla Federazione Italiana Rugby e il 20º assoluto.
Si tenne dal 30 novembre 2003 al 25 aprile 2004 tra 13 squadre divise in due gironi paritetici e a vincerlo fu, per la prima volta, Riviera del Brenta, che batté in finale per 10-8 le Red Panthers, interrompendo quindi la serie di 12 scudetti consecutivi della squadra femminile del Benetton; si trattò della seconda di undici finali consecutive tra le due compagini, che fino al 2013 furono le uniche squadre a iscrivere il proprio nome nel palmarès della competizione.

## Formula
Preliminarmente all'inizio del torneo i club CUS Roma, Grazia Deledda, Le Lupe, Pesaro, Red Panthers e Riviera ricevettero da 4 a 8 punti di penalizzazione per non avere assolto agli obblighi di partecipazione — diretta o tramite società delegata — ai campionati federali femminili Under-15.
Le 13 squadre furono suddivise in due gironi paritetici su base geografica, denominati "Girone 1" e "Girone 2": il girone 1 fu composto di sette squadre una delle quali, a turno, avrebbe riposato.
Ognuno dei due raggruppamenti si svolse secondo le regole del girone all'italiana con gare di andata e ritorno e punteggio dell'Emisfero Sud (4 punti per la vittoria, 2 per il pareggio ed eventuali punti di bonus per la perdente con sette o meno punti di scarto nonché per la squadra capace di realizzare almeno quattro mete in un singolo incontro a prescindere dal risultato finale).
Le due semifinali, da disputarsi in gara unica in campo neutro designato dalla F.I.R. a Jesi, videro di fronte la prima di un girone contro la seconda del girone opposto; la finale, anch'essa in sede neutra, successivamente designata in San Donà di Piave, si tenne tra le due vincitrici delle semifinali.

## Squadre partecipanti

### Girone A
- Biella
- Grazia Deledda (Cagliari)
- Le Lupe (Piacenza)
- Monza
- Pesaro
- Red Panthers (Treviso)
- Riviera del Brenta (Mira)

### Girone 2
- L’Aquila (sponsorizzata Conad)
- CUS Roma
- Frascati
- Messina
- Perugia Ragazze
- Prato

## Stagione regolare

### Girone A
| 30-11-2003 | 1ª/8ª giornata                | 8-2-2004 |
| ---------- | ----------------------------- | -------- |
| 0-25       | Biella — Monza                | 0-14     |
| 6-47       | Le Lupe — Riviera             | 0-69     |
| 82-0       | Red Panthers — Grazia Deledda | 91-0     |
| Rip.       | Pesaro                        |          |
|            |                               |          |

| 11-1-2004 | 4ª/11ª giornata          | 14-3-2004 |
| --------- | ------------------------ | --------- |
| 24-5      | Le Lupe — Biella         | 10-0      |
| 0-96      | Pesaro — Red Panthers    | 0-123     |
| 62-0      | Riviera — Grazia Deledda | 33-5      |
| Rip.      | Monza                    |           |
|           |                          |           |

| 1-2-2004 | 7ª/14ª giornata         | 4-4-2004 |
| -------- | ----------------------- | -------- |
| 25-5     | Grazia Deledda — Biella | 0-5      |
| 0-8      | Monza — Le Lupe         | 5-0      |
| 110-0    | Riviera — Pesaro        | 58-0     |
| Rip.     | Red Panthers            |          |

| 14-12-2003 | 2ª/9ª giornata       | 29-2-2004 |
| ---------- | -------------------- | --------- |
| 0-37       | Monza — Red Panthers | 0-46      |
| 0-46       | Pesaro — Le Lupe     | n/d       |
| 83-0       | Riviera — Biella     | 73-0      |
| Rip.       | Grazia Deledda       |           |
|            |                      |           |

| 18-1-2004 | 5ª/12ª giornata         | 21-3-2004 |
| --------- | ----------------------- | --------- |
| 7-14      | Pesaro — Grazia Deledda | 0-25      |
| 0-40      | Monza — Riviera         | 0-128     |
| 55-0      | Red Panthers — Le Lupe  | 59-3      |
| Rip.      | Biella                  |           |

| 21-12-2003 | 3ª/10ª giornata        | 7-3-2004 |
| ---------- | ---------------------- | -------- |
| 51-5       | Biella — Pesaro        | 36-0     |
| 3-8        | Grazia Deledda — Monza | 5-0      |
| 0-3        | Red Panthers — Riviera | 10-5     |
| Rip.       | Le Lupe                |          |
|            |                        |          |

| 25-1-2004 | 6ª/13ª giornata          | 28-3-2004 |
| --------- | ------------------------ | --------- |
| 0-56      | Biella — Red Panthers    | 0-112     |
| 5-0       | Le Lupe — Grazia Deledda | 0-0       |
| 7-56      | Pesaro — Monza           | 5-27      |
| Rip.      | Riviera                  |           |

#### Classifica girone A
| Pos | Squadra            | G  | V  | N | P  | PF  | PS  | DP   | BMP | Pt |
| --- | ------------------ | -- | -- | - | -- | --- | --- | ---- | --- | -- |
| 1   | Red Panthers       | 12 | 11 | 0 | 1  | 767 | 11  | +756 | 7   | 51 |
| 2   | Riviera del Brenta | 12 | 11 | 0 | 1  | 708 | 21  | +687 | 7   | 51 |
| 3   | Monza              | 12 | 6  | 0 | 6  | 135 | 279 | −144 | 4   | 28 |
| 4   | Le Lupe            | 11 | 5  | 1 | 5  | 102 | 240 | −138 | −1  | 21 |
| 5   | Grazia Deledda     | 12 | 4  | 1 | 7  | 77  | 295 | −218 | −3  | 15 |
| 6   | Biella             | 12 | 3  | 0 | 9  | 102 | 427 | −325 | 2   | 14 |
| 7   | Pesaro             | 11 | 0  | 0 | 11 | 24  | 642 | −618 | −3  | −3 |

### Girone B
| 30-11-2003 | 1ª/6ª giornata      | 29-2-2004 |
| ---------- | ------------------- | --------- |
| 39-0       | CUS Roma — Messina  | 26-25     |
| 12-15      | L’Aquila — Frascati | n/d       |
| 20-7       | Perugia — Prato     | 52-0      |
|            |                     |           |

| 18-1-2004 | 4ª/9ª giornata      | 28-3-2004 |
| --------- | ------------------- | --------- |
| 39-7      | CUS Roma — L’Aquila | 24-10     |
| 7-0       | Messina — Prato     | 0-7       |
| 27-0      | Perugia — Frascati  | 13-0      |

| 14-12-2003 | 2ª/7ª giornata      | 14-3-2004 |
| ---------- | ------------------- | --------- |
| 14-17      | Frascati — CUS Roma | 3-29      |
| 0-36       | Messina — Perugia   | 0-28      |
| 22-46      | Prato — L’Aquila    | 10-20     |
|            |                     |           |

| 1-2-2004 | 5ª/10ª giornata    | 4-4-2004 |
| -------- | ------------------ | -------- |
| 10-13    | Frascati — Messina | 12-10    |
| 0-39     | L’Aquila — Perugia | 5-80     |
| 31-5     | Prato — CUS Roma   | 0-7      |

| 11-1-2004 | 3ª/8ª giornata     | 21-3-2004 |
| --------- | ------------------ | --------- |
| 0-20      | L’Aquila — Messina | 19-31     |
| 17-29     | Perugia — CUS Roma | 5-10      |
| 0-23      | Prato — Frascati   | 14-5      |

#### Classifica girone B
| Pos | Squadra         | G  | V | N | P | PF  | PS  | DP   | BMP | Pt |
| --- | --------------- | -- | - | - | - | --- | --- | ---- | --- | -- |
| 1   | Perugia Ragazze | 10 | 8 | 0 | 2 | 317 | 53  | +264 | 3   | 35 |
| 2   | CUS Roma        | 10 | 9 | 0 | 1 | 227 | 112 | +115 | −2  | 34 |
| 3   | Messina         | 10 | 4 | 0 | 6 | 103 | 177 | −74  | 1   | 17 |
| 4   | Frascati        | 9  | 3 | 0 | 6 | 82  | 135 | −53  | 3   | 15 |
| 5   | L’Aquila        | 9  | 2 | 0 | 7 | 119 | 277 | −158 | 3   | 11 |
| 6   | Prato           | 10 | 3 | 0 | 7 | 91  | 185 | −94  | −14 | −2 |

## Fase aplay-off
|  | Semifinali         | Semifinali         | Semifinali         |                    |              | Finale       | Finale | Finale |  |
|  |                    |                    |                    |                    |              |              |        |        |  |
|  | Red Panthers       | Red Panthers       | 46                 |                    |              |              |        |        |  |
|  | Red Panthers       | Red Panthers       | 46                 |                    |              |              |        |        |  |
|  | CUS Roma           | CUS Roma           | 0                  |                    |              |              |        |        |  |
|  | CUS Roma           | CUS Roma           | 0                  |                    | Red Panthers | Red Panthers | 8      |        |  |
|  |                    |                    |                    |                    | Red Panthers | Red Panthers | 8      |        |  |
|  |                    |                    | Riviera del Brenta | Riviera del Brenta | 10           |              |        |        |  |
|  | Perugia Ragazze    | Perugia Ragazze    | Riviera del Brenta | Riviera del Brenta | 10           | 5            |        |        |  |
|  | Perugia Ragazze    | Perugia Ragazze    |                    |                    |              |              |        |        |  |
|  | Riviera del Brenta | Riviera del Brenta | 41                 |                    |              |              |        |        |  |

### Semifinali
| Arbitro: | Maratini (Padova) |

|                                                                                |    |  |
| Facchini 10’, 47’, 59’ L. Stefan 35’ Zangirolami 55’, 63’ Carlet 70’ Pavan 77’ | mt |  |
| Botter 10’, 70’, 77’                                                           | tr |  |

| Jesi 18 aprile 2004, ore 16 UTC+2 Semifinale | Perugia Ragazze | 5 – 41 referto | Riviera del Brenta | Stadio Lorenzo Latini\| Arbitro: \| Barile (Roma) \| |
| Arbitro:                                     | Barile (Roma)   |                |                    |                                                      |

### Finale
| Arbitro: | Mariotti (Ferrara) |

| |              | |
| Pizzati 4’ Peron 80’ | mt           | 46’ Sartorato |
| | c.p.         | 19’ Botter |
| · Valentina Schiavon · Vitucci · Pizzati · Peron · Veronese · Veronica Schiavon · Giraudo · Buratto · 52’ Toniolo · Nespoli · 55’ Riondato · Basso · Prevedello · 60’ Gastaldi · 44’ Bonaldi | Formazioni   | · Botter 79’ · Bagattin · Pavan · Colusso · Zangirolami · G. Bado 66’ · Barattin · Bisetto · Sartorato · A. Bado · F. Gallina · Agostinelli · Franchin · L. Stefan · Mestriner |
| · 52’ Bettin · 55’ Ceradini · 60’ Lessana | Sostituzioni | · Zanetti 66’ · Filippi 79’ |
| Ceradini | Allenatori   | |

## Verdetti
- Riviera del Brenta: campione d'Italia